# 문빙
문빙(文聘, ? ~ ?)은 중국 삼국시대 위나라의 장군으로 자는 중업(仲業)이며 형주 남양군 완현(宛縣) 사람이다. 수십 년간 강하를 안정적으로 지켜냈다.

## 생애
본디 형주목 유표의 대장으로서 형주 북방을 지켰다. 208년(건안 13년) 유표의 후계자 유종이 형주를 들어 조조에게 항복할 때 문빙은 형주를 지키지 못한 죄의 처벌을 기다릴 뿐이라며 남았다. 조조가 한수를 건너와서야 조조를 만났다. 조조가 왜 늦게 왔냐고 묻자 ‘형주를 지켜 유표와 유종을 제대로 보필했어야 했는데 일이 이 지경에 이르렀으니 실로 슬프고 부끄러워 일찍 볼 낯이 없었다’며 흐느껴 울었다. 조조가 문빙은 진정한 충신이라며 후하게 대했다. 조순과 함께 유비를 쫓아 당양현(當陽縣) 장판(長阪)에서 깨트렸다.
강하군은 동오와 붙어있어 민심이 불안했기에 강하태수와 관내후(關內侯)에 임명되어 변경을 방비하였다. 악진과 같이 심구(尋口)에서 관우를 쳐부숴 연수정후(延壽亭侯)에 토역장군(討逆將軍)을 더했다. 한진(漢津)에 있던 관우의 치중을 공격하여 형성(荊城)에서 그 배를 불태우기도 하였다. 220년(연강 원년) 조비가 황제에 오르자 문빙은 장안향후(長安鄕侯)와 가절(假節)을 받았다. 222년(황초 3년) 조진, 하후상 등이 남군 강릉성(江陵, 지금의 후베이성 징저우 구)을 포위할 때 별도로 면구(沔口)에서 오나라군을 막아 후장군과 신야후(新野侯)에 올랐다. 226년 조비가 죽은 틈을 타 손권이 5만 명으로 석양(石陽)을 포위하기에 꿋꿋이 버텼다. 손권이 20여 일 만에 물러가는 것을 문빙이 추격하여 피해를 주었다. 식읍이 500호가 늘어나 1,900호가 되었다. 강하를 수십 년간 위엄과 인정으로 다스려 그 이름이 오나라에도 알려졌다. 시호는 장후(壯侯)라 하였다.

## 평가
《삼국지》의 저자 진수는 이통, 장패, 문빙, 여건이 주군(州郡)을 지키며 위엄과 은혜까지 드러냈다고 하였다. 손성은 자부사군(資父事君)이라며 그 예 중 하나로 눈물을 흘려 진심을 보인 문빙을 들었다.

## 삼국지연의
사서가 아닌 소설 《삼국지연의》에서는 채모가 유비의 암살을 시도할 때 조운을 따로 불러내는 역할을 맡는 것으로 첫 등장한다. 유종이 조조에게 항복한 후 유비를 양양으로 맞아들이려는 위연과 싸운다. 조조에게 늦게 출두할 때의 일화는 연의에도 삽입되었다. 당양에서 ‘주인을 배신했다’는 유비의 일갈에 부끄러워하며 철수한다. 이후 적벽 대전에 참전한다. 동작대를 완공한 기념으로 조조가 연 연회에서 조휴, 조홍, 장합, 하후연, 서황과 활 솜씨를 뽐낸다. 한중 공방전과 조비의 남정에도 종군한다.

## 가계
- 아들 : 문대(文岱)
- 양자 : 문휴(文休) - 문대가 일찍 죽어서 문빙의 후사를 이었다.
  - 손자 : 문무(文武)

## 같이 보기
- 삼국지 인물 목록
- 공성계

## 참고 문헌
- 《삼국지》18권 위서 제18 문빙